# Jodocus Hondius
Pour les articles homonymes, voir Hondius.
Jodocus Hondius, né le 17 octobre 1563 et mort le 12 février 1612 , aussi appelé Josse de Hond ou parfois Jodocus Hondius l'Ancien pour le distinguer de son fils, est un artiste flamand, graveur et cartographe. Il est connu pour ses cartes du Nouveau monde et de l'Europe, pour avoir rétabli l'intérêt des travaux de Gerardus Mercator, ainsi que pour ses portraits de Francis Drake. Il a contribué à l'établissement d'Amsterdam comme centre de la cartographie en Europe au XVIIe siècle. 

## Biographie
Hondius a grandi à Gand. Dans ses premières années, il s'établit comme graveur, concepteur d'instruments et de globes. En 1584, il se rend à Londres pour échapper aux difficultés religieuses qui ont lieu alors en Flandres.
Marié avec Colette van den Keere, il a deux fils, Jodocus Hondius II (1593 - ca. 1633) et Hendrik Hondius II (1597 - 1651).
En 1593, il se déplace à Amsterdam, où il publie en 1594 son Theatrum artis scribendi. 
Entre 1605 et 1610, il est employé par John Speed pour graver les illustrations de l'ouvrage de Speed Le Théâtre de l'Empire Britannique.

## Œuvres cartographiques

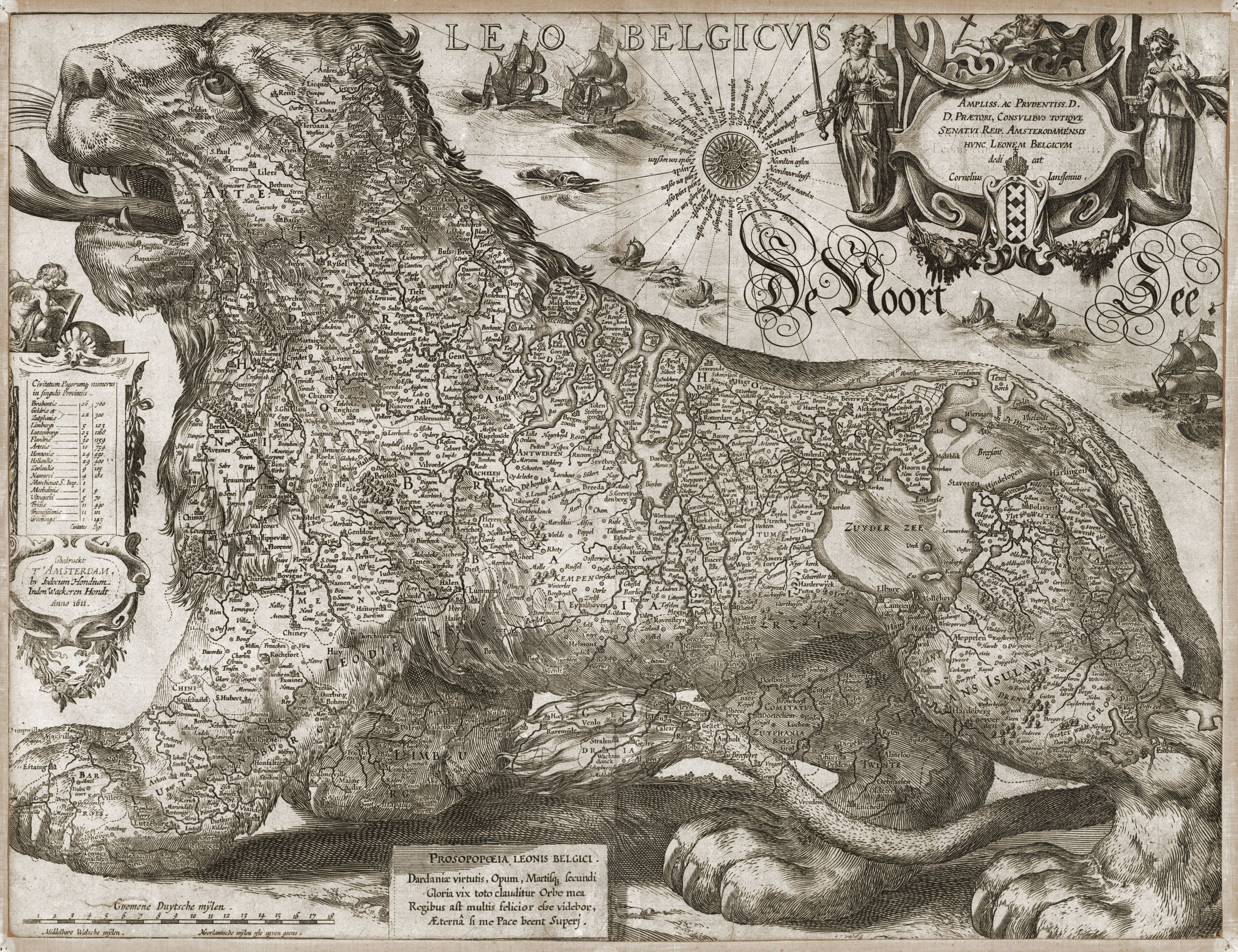
Leo Belgicus (1611).

Pendant qu'il était en Angleterre, il est employé pour illustrer le travail de Francis Drake, qui a effectué une circumnavigation dans les années 1570. En particulier, en 1589 Hondius produit une célèbre et nouvelle carte de la côte de la Nouvelle Albion, où Drake avait brièvement établi un campement sur la côte ouest de l'Amérique du Nord. La carte d'Hondius est fondée sur le journal et les observations du voyage et a été longtemps l'objet de nombreuses spéculations sur la localisation précise de la base de Drake, qui n'a pas été finalement clairement établie par les historiens. Hondius est aussi l'artiste qui a réalisé de nombreux portraits très connus de Drake qui sont désormais au National Portrait Gallery de Londres.

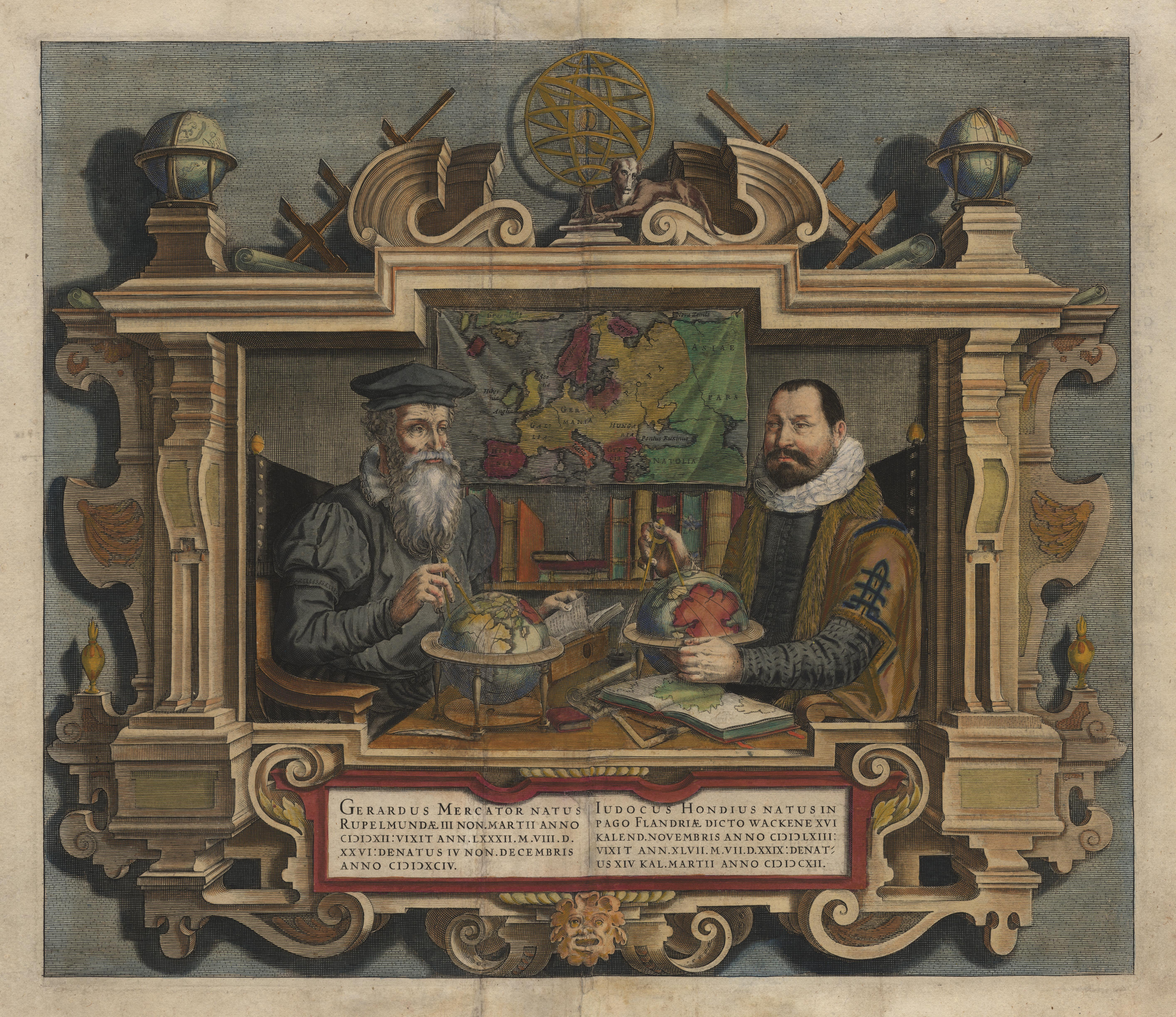
Portraits de Mercator et Hondius

En 1604, il achète au petit-fils de Mercator les impressions de l'Atlas de Gérard Mercator. Le travail de Mercator est devenu incomplet en comparaison de l'atlas rival Theatrum Orbis Terrarum d'Ortelius. Hondius republie le travail de Mercator avec 26 cartes supplémentaires, en incluant plusieurs de sa conception. Malgré l'ajout de ses propres contributions, Hondius laisse Mercator comme auteur, et se laisse juste le rôle d'éditeur. Cette nouvelle édition du travail de Mercator est un grand succès, les ventes sont épuisées en un an. Hondius publie ensuite une seconde édition, ainsi qu'une version de poche Atlas Minor. Ces cartes sont connues sous le nom de Séries Mercator/Hondius. Environ 50 éditions de l'Atlas seront publiées, dans différents langages européens ; dans le monde islamique, l’atlas a été partiellement traduit par l’érudit turc Katip Çelebi. Les cartes de Hondius sont souvent abondamment ornées. Les ornements ne sont pas créés par Hondius : il les emprunte à diverses sources tels que Théodore de Bry ou de célèbres récits de voyage.
Après la mort d'Hondius en 1612, ses travaux de publication à Amsterdam sont poursuivis notamment par ses deux fils, Jodocus II et Henricus. Plus tard, sa famille forme un partenariat avec Jan Jansson, dont le nom apparaît sur l'Atlas comme coéditeur après 1633.  Cette série est parfois appelée séries Mercator/Hondius/Jansson en raison des contributions tardives de Jansson.

## Œuvres calligraphiques

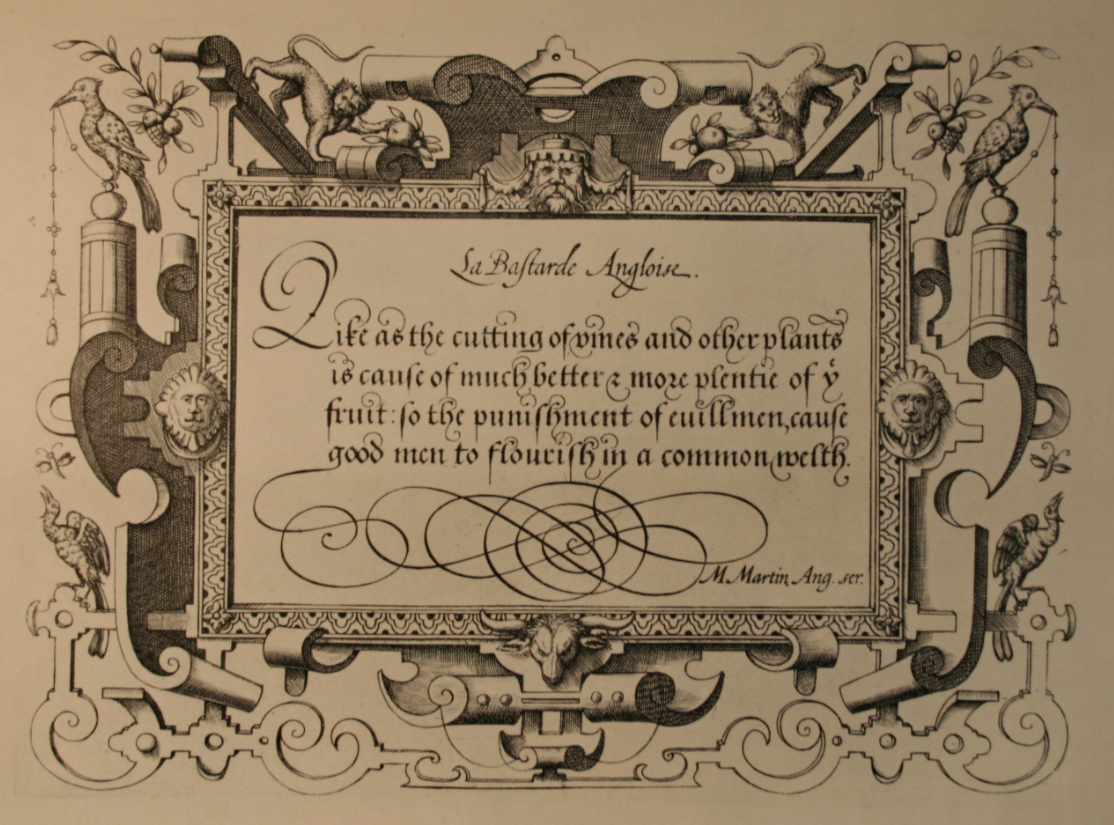
Une page du Theatrum artis scribendi..., 1594.

- En 1594 il édite un recueil d'exemples calligraphiques de divers auteurs : Theatrum artis scribendi varia summorum nostri seculi, artificium exemplari complectens, novem diversis linguis exarata. Judoco Hondio celatore. [Amsterdam] : 1594. 4° obl., é f. + 42 planches prenant des exemples de Jean de Beauchesne, Jan Van den Velde, Salomon Henrix, Felix van Sambix, M. Martin[3] et lui-même. Cat. Destailleur no 890, Cat. Muller no 80, Croiset 2005 p. 13-14, Becker 1997 no 48, Cat. Warmelink no 346, Cat. Hutton no 39. Une planche reproduite dans Mediavilla 1993 p. 218.
- Recueil repris en 1614 : Theatrum artis scribendi varia summorum nostri seculi, artificium exemplari complectens, novem diversis linguis exarata. Jodoco Hondio celatore. Amsterdam : Jan Jansson, 1614. 4° obl., titre et 40 pl. gravées.
- Un troisième tirage parait vers 1640, toujours daté 1614 (exemplaire dans le commerce en 2017). Il est probablement tiré par Jan Jansson.

## Honneurs
L'astéroïde (457248) Hondius est nommé en son honneur.